# Josef Klein
Josef Klein-Wunderlich (eigenlijk: Josef Klein) (Lörrach, 8 oktober 1951) is een Duitse componist, muziekpedagoog en dirigent. Omdat het in de nadere omgeving twee verdere componisten Josef Klein geeft, gebruikt hij als componist de geboortenaam van zijn moeder als aanhangsel aan zijn achternaam.

## Levensloop
Klein was van jeugd af aan heel geïnteresseerd in muziek en studeerde pedagogiek met het hoofdvak muziek aan de pedagogische hogeschool in Lörrach. Hij is directeur van een muziekschool en dirigent van verschillende muziekverenigingen, zoals van de muziekvereniging Willaringen (Musikverein "Alpenblick" Willaringen).
Als componist is hij autodidact; desondanks schreef hij tot nu (2014) rond 100 werken voor harmonie- of accordeonorkest als werken voor koor.

## Composities

### Werken voor harmonieorkest
- 1976: - Grüße aus dem Hotzenwald, polka
- 1976: - High Society, ouverture
- 1976: - Praying to the Lord, selectie met spirituals
- 1976: - Sonne am Silbersee
- 1977: - Zur Ehre der Nation
- 1978: - Glücksrausch, selectie
- 1978: - Schwarzer Adler, mars
- 1978: - Variationen über das Volkslied "E Burebüble mag i net"
- 1978: - Walzerklänge, walsen-selectie
- 1986: - Der Struwwelpeter, show-tango
- 2007: - Jubiläumsrondo
- - 7 kleine stukken, voor jeugdharmonie
- - Am Karpfenteich
- - Blitz und Donner
- - Costa del Sol, Spaanse impressies
- - Die Kletterpartie, voor 3 klarinetten en harmonieorkest
- - Festliche Klänge
- - Fingerspiele, voor 2 tot 3 klarinetten en harmonieorkest
- - Kleine ouverture
- - O Happy Day, selectie met spirituals
- - Sunset, mars
- - Wiesental-Marsch

### Kamermuziek
- - 3 Friends, voor 3 klarinetten
- - Happy Tripp, voor 3 klarinetten